# ZUN
ZUN is een psychedelische band uit Palm Desert, Californië.
De band maakt deel uit van de Palm Desert Scene.

## Discografie

### Studioalbums
- 2013 - Come through the Water
- 2016 - Burial Sunrise[1]